# ۷-ایزوپروپیل-۱،a۴-دی‌متیل-دودکاهیدرو-۱H-فنانترن
۷-ایزوپروپیل-۱، آ۴-دی‌متیل-دودکاهیدرو-۱هاش-فنانترن (به انگلیسی: 7-Isopropyl-1,4a-dimethyl-dodecahydro-1H-phenanthrene) یک ترکیب شیمیایی با شناسه پاب‌کم ۲۰۰۵۴۹۱۲ است. 